# Pilar Gómez Bedate
Pilar Gómez Bedate (1936—2017) foi uma professora, escritora, tradutora e crítica literária espanhola. Doutora em Letras e Filosofia, foi catedrática de Literatura Comparada na Universidade de Porto Rico, professora titular de filologia espanhola na Universidade Rovira i Virgili de Tarragona, bem como catedrática de literatura espanhola na Universidade Pompeu Fabra de Barcelona. Nascida na cidade de Samora, Pilar Gómez Bedate foi casada por 30 anos com Ángel Crespo, poeta e tradutor de Grande Sertão: Veredas, de João Guimarães Rosa, para o castelhano. Os dois se conheceram nos anos 1970 e juntos compartilharam uma produtiva vida acadêmica. Pilar Gómez Bedate morreu devido a um derrame cerebral, aos 81 anos, na cidade de Saragoça, na Espanha.

## Obra
Fluente em francês, inglês, italiano, catalão, castelhano e português, Pilar Gómez Bedate dedicou-se a estudar, principalmente, as línguas românicas. Entre as traduções da autora estão: É Isto um Homem?, de Primo Levi, Manuelzão e Miguilim, de Guimarães Rosa e Indagações Sobre Piero, de Carlo Ginzburg.
Foi colaboradora das revistas Ínsula e Cuadernos Hispanoamericanos , assim como auxiliar de redação da revista Cultura Brasileña, fundada e dirigida pelo marido dela, Ángel Crespo. Também produziu monografias sobre os autores Stendhal e Stéphane Mallarmé.
Além da obra crítica e ensaística, escreveu dois livros de poesia: La peregrinación (1966) e Las aguas del río (2011). O último trabalho foi definido pelo crítico e poeta José Corredor Matheos como "uma homenagem ao explícito, uma rememoração de toda uma vida ao lado da pessoa amada e a rápida viagem em sua companhia."

### Monografias
Introducción a la poesía lírica, San Juan de Puerto Rico: Universidad de Puerto Rico, 1977.
Conocer a Stendhal y su obra, Barcelona: Dopesa, 1979.
Mallarmé, Madrid: Júcar, 1985.
Poetas españoles del siglo veinte, Madrid: Huerga y Fierro, 1999.

### Traduções
Paul Lehman, Introducción a la lingüística histórica, Madrid: Gredos, 1969.
R.H. Robins,  Lingüística general, Madrid: Gredos, 1971.
João Guimarães Rosa, Manolón y Miguelín, Madrid: Alfaguara, 1981.
Carlo Ginzburg,  Pesquisa sobre Piero, Barcelona: Muchnik Ed., 1985 .
Primo Levi, Si esto es un hombre, Barcelona: Muchnik Ed., 1987.
Primo Levi, La tregua, Barcelona: Muchnik Ed., 1988.
Primo Levi, Los hundidos y los salvados, Barcelona: Muchnik Ed., 1989.
Giovanni Boccaccio, Decamerón, Barcelona, Bruguera, 1983.
Giovanni Boccaccio. La elegía de doña Fiameta. Corbacho, Barcelona: Planeta, 1989.

### Poesia
La Peregrinación, 1966.
Las aguas del río, 2011.